# Tsypnavolok
Tsypnavolok (en russe : Цыпнаволок, en finnois : Tsipniemi, en same du Nord : Sabbenjárga) est un village du raïon de Petchenga de l'oblast de Mourmansk, en Russie arctique. Sa population s'élevait à 35 habitants au recensement de 2010.

## Géographie
Le village de Tsypnavolok se situe dans l'oblast de Mourmansk, un oblast de la Laponie, en Russie arctique, et il fait partie du district fédéral du Nord-Ouest. Le village fait partie du raïon de Petchenga, le raïon de l'oblast, avec Petchenga comme centre administratif.
Tsypnavolok, comme tout l'oblast de Mourmansk, est située dans le fuseau horaire MSK (heure de Moscou). Le décalage horaire appliqué par rapport au temps universel coordonné est +03:00.

## Histoire
Pendant les années 1860, la côte mourmane de la péninsule de Kola était activement en train de se faire coloniser. En 1867, un village de pêche a été établi près du cap Tsynavolok par des Norvégiens de Kola (immigrants de Norvège). En 1929, 114 norvégiens ethniques étant enregistrés dans la zone, et pour cette raison en 1930 un conseil rural ethnique norvégien (selsoviet) a été établi. En 1940, les norvégiens furent transférés pendant le nettoyage ethnique près de la frontière, et le selsoviet fut aboli.
Après la Seconde Guerre Mondiale, les norvégiens ont été réautorisés à retourner dans l'oblast de Mourmansk, mais ils ont été envoyés à Port-Vladimir (69° 24′ 55,1″ N, 33° 07′ 06,4″ E) sur l'île de Chalim dans le raïon à Kola. (Plus tard, une base navale a été établie ici, les civils ont évacués en 1969, le village a légalement été dissout en 2008), et la base a été fermée et abandonné autour de 1994.)[réf. nécessaire]

## Démographie
Recensements (*) et estimations de la population,:
| 2002 * | 2010* | - | - |
| ------ | ----- | - | - |
| 43     | 35    | - | - |

Concernant les ethnies, en 2002, sur les 43 habitants, il y avait 91 % de Russes.